# 豊橋市立天伯小学校
豊橋市立天伯小学校（とよはししりつ てんぱくしょうがっこう）は、愛知県豊橋市天伯町にある公立小学校。

## 校区
- 東高田町、天伯町などが校区であり、公立中学校の進学先は豊橋市立高師台中学校である。

## 沿革
天伯小学校は、1955年に豊橋市立高師小学校天伯分校が独立して開校している。この地域は天伯原（天伯台地）という乏水性、強酸性の地質の台地であり、大日本帝国陸軍天伯原陸軍演習場として使用されていたが、戦後開拓により開墾が行われた。この開拓民の児童のために設置された経緯がある。
- 1950年（昭和25年） - 豊橋市立高師小学校天伯分校が設置される。
- 1955年（昭和30年） - 豊橋市立天伯小学校として独立し、開校する。

## 交通アクセス
- 豊鉄バス豊橋技科大線「天伯」バス停より徒歩約8分。

豊橋駅より【34系統】「技科大前」行、【35系統】「りすぱ豊橋 」行、【36系統・37系統】「福祉村」行。
- 豊鉄バス天伯団地線「天伯団地線」バス停より徒歩約8分。

豊橋駅より【45系統】「天伯団地」行。
- 豊橋鉄道渥美線芦原駅下車、徒歩約40分。

## 周辺施設
- 豊橋技術科学大学
- 豊橋市立高師台中学校
- 豊橋市立本郷中学校
- 天伯山神社
- 天伯湿原